# Trophée Gazet van Antwerpen 1992-1993
Navigation
1991-1992 1993-1994
Le Trophée Gazet van Antwerpen 1992-1993 est la 6e édition du Trophée Gazet van Antwerpen, compétition de cyclo-cross organisée par le quotidien belge néerlandophone Gazet van Antwerpen.

## Résultats
| Date        | Lieu                                       | Vainqueur          | Deuxième             | Troisième          |
| ----------- | ------------------------------------------ | ------------------ | -------------------- | ------------------ |
| 11 octobre  | Niel - Jaarmarktcross                      | Marc Janssens      | Pascal Van Riet      | Erwin Vervecken    |
| 14 novembre | Ravels                                     | Marc Janssens      | Peter Willemsens     | Paul Herijgers     |
| 2 novembre  | Malines                                    | Erwin Vervecken    | Gustaaf Van Bouwel   | Rudy De Bie        |
| 5 décembre  | Essen - GP Rouwmoer                        | Peter Willemsens   | Arne Daelmans        | Paul Herijgers     |
| 19 décembre | Kalmthout - Vlaamse Industrieprijs Bosduin | Paul Herijgers     | Danny De Bie         | Geert De Vlaeminck |
| 26 décembre | Rijkevorsel                                | Paul Herijgers     | Peter Willemsens     | Geert De Vlaeminck |
| 10 février  | Loenhout - Azencross                       | Adrie van der Poel | Peter Van Den Abeele | Guy Van Dijck      |
| 18 février  | Lille - Krawatencross                      | Paul Herijgers     | Erwin Vervecken      | Peter Willemsens   |

## Classement final
| #   | Coureur            | Points |
| --- | ------------------ | ------ |
| 1.  | Paul Herijgers     | 181    |
| 2.  | Peter Willemsens   | 174    |
| 3.  | Staf Van Bouwel    | 160    |
| 4.  | Erwin Vervecken    | 153    |
| 5.  | Guy Van Dijck      | 151    |
| 6.  | Alex Moonen        | 150    |
| 7.  | Geert De Vlaeminck | 135    |
| 8.  | Rudy Thielemans    | 135    |
| 9.  | Benny Heylen       | 111    |
| 10. | Rudy De Bie        | 91     |

## Résultats détaillés
| #  | Coureur                 | Temps   |
| -- | ----------------------- | ------- |
| 1  | Marc Janssens           | inconnu |
| 2  | Pascal Van Riet         |         |
| 3  | Erwin Vervecken         |         |
| 4  | Daniele Pontoni         |         |
| 5  | Eric Vervaet            |         |
| 6  | Martin Hendriks         |         |
| 7  | Alex Moonen             |         |
| 8  | Peter Van Santvliet     |         |
| 9  | Benjamin Van Itterbeeck |         |
| 10 | Guy Van Dijck           |         |

| #  | Coureur                 | Temps   |
| -- | ----------------------- | ------- |
| 1  | Marc Janssens           | inconnu |
| 2  | Peter Willemsens        |         |
| 3  | Paul Herijgers          |         |
| 4  | Gustaaf Van Bouwel      |         |
| 5  | Alex Moonen             |         |
| 6  | Guy Van Dijck           |         |
| 7  | Jan Van Bauwel          |         |
| 8  | Benny Heylen            |         |
| 9  | Rudi Van De Sompel      |         |
| 10 | Benjamin Van Itterbeeck |         |

| #  | Coureur              | Temps   |
| -- | -------------------- | ------- |
| 1  | Erwin Vervecken      | inconnu |
| 2  | Gustaaf Van Bouwel   |         |
| 3  | Rudy De Bie          |         |
| 4  | Peter Willemsens     |         |
| 5  | Geert De Vlaeminck   |         |
| 6  | Guy Van Dijck        |         |
| 7  | Christian Hautekeete |         |
| 8  | Alex Moonen          |         |
| 9  | Benny Heylen         |         |
| 10 | Rudy Sels            |         |

| #  | Coureur             | Temps   |
| -- | ------------------- | ------- |
| 1  | Danny De Bie        | inconnu |
| 2  | Gustaaf Van Bouwel  |         |
| 3  | Peter Willemsens    |         |
| 4  | Frank Van Bakel     |         |
| 5  | Paul Herijgers      |         |
| 6  | Huub Kools          |         |
| 7  | Marc Janssens       |         |
| 8  | Alex Moonen         |         |
| 9  | Peter Van Santvliet |         |
| 10 | Pavel Camrda        |         |

| #  | Coureur              | Temps   |
| -- | -------------------- | ------- |
| 1  | Paul Herijgers       | inconnu |
| 2  | Danny De Bie         |         |
| 3  | Geert De Vlaeminck   |         |
| 4  | Gustaaf Van Bouwel   |         |
| 5  | Peter Van Den Abeele |         |
| 6  | Peter Willemsens     |         |
| 7  | Jozef Heylen         |         |
| 8  | Guy Van Dijck        |         |
| 9  | Dirk Pauwels         |         |
| 10 | Rudy Thielemans      |         |

| #  | Coureur                 | Temps   |
| -- | ----------------------- | ------- |
| 1  | Paul Herijgers          | inconnu |
| 2  | Peter Willemsens        |         |
| 3  | Geert De Vlaeminck      |         |
| 4  | Erwin Vervecken         |         |
| 5  | Alex Moonen             |         |
| 6  | Benny Heylen            |         |
| 7  | Benjamin Van Itterbeeck |         |
| 8  | Guy Van Dijck           |         |
| 9  | Danny De Bie            |         |
| 10 | Rudy Thielemans         |         |

| #  | Coureur              | Temps   |
| -- | -------------------- | ------- |
| 1  | Adrie van der Poel   | inconnu |
| 2  | Peter Van Den Abeele |         |
| 3  | Guy Van Dijck        |         |
| 4  | Wim de Vos           |         |
| 5  | Danny De Bie         |         |
| 6  | Gustaaf Van Bouwel   |         |
| 7  | Alex Moonen          |         |
| 8  | Pascal Van Riet      |         |
| 9  | Mike Kluge           |         |
| 10 | Paul Herijgers       |         |

| #  | Coureur          | Temps   |
| -- | ---------------- | ------- |
| 1  | Paul Herijgers   | inconnu |
| 2  | Erwin Vervecken  |         |
| 3  | Peter Willemsens |         |
| 4  | Alex Moonen      |         |
| 5  | Guy Van Dijck    |         |
| 6  | Erwin Vervecken  |         |
| 7  | Huub Kools       |         |
| 8  | Jurgen De Wit    |         |
| 9  | Dirk Pauwels     |         |
| 10 | Ronny De Vos     |         |